# Pan Pacific Open 1985
Pan Pacific Open 1985 — жіночий тенісний турнір, що проходив на закритих кортах з килимовим покриттям у Токіо (Японія). Належав до турнірів 4-ї категорії в рамках Світової чемпіонської серії Вірджинії Слімс 1985. Турнір відбувся вдесяте і тривав з 9 грудня до 15 грудня 1985 року. Третя сіяна Мануела Малеєва виграла свій другий підряд титул на цьому турнірі.

## Фінальна частина

### Одиночний розряд
Мануела Малеєва —   Бонні Гадушек 7–6, 3–6, 7–5
- Для Малеєвої це був 1-й титул за рік і 6-й — за кар'єру.

### Парний розряд
Клаудія Коде-Кільш /  Гелена Сукова —  Марселла Мескер /  Елізабет Смайлі 6–0, 6–4